# Omikron2 Canis Majoris
Omikron² Canis Majoris (ο² CMa) – gwiazda w gwiazdozbiorze Wielkiego Psa. Jest odległa od Słońca o około 2800 lat świetlnych.

## Charakterystyka
Jest to błękitny nadolbrzym należący do typu widmowego B3. Jego jasność jest 110 tysięcy razy większa od jasności Słońca, a temperatura to około 14 700 K. Masa tej gwiazdy to około 20 mas Słońca, około 15 tysięcy lat temu zakończyła ona etap syntezy wodoru w hel w jądrze i rozpoczęła syntezę helu w węgiel i tlen. Gwiazda o tak dużej masie zakończy życie jako supernowa. Na niebie znajduje się dość blisko Omikron¹ Canis Majoris, ale gwiazdy te nie są związane grawitacyjnie, choć prawdopodobnie mają wspólne pochodzenie.
Gwiazda nie ma nazwy własnej, ale starożytni Arabowie określali nazwą „Panny” (arab. ‏عذارى‎ ʿaḏārā) cztery gwiazdy położone na południowy wschód od Syriusza: Adara (Epsilon), Wezen (Delta), Aludra (Eta) i Omikron² Canis Majoris.